# 普希什河

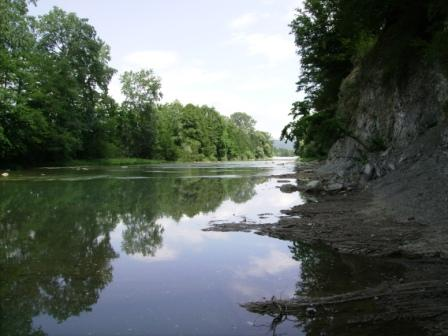
普希什河

普希什河是俄羅斯的河流，位於克拉斯諾達爾邊疆區和阿迪格共和国，屬於庫班河的左支流，發源自大高加索北麓，河道全長270公里，流域面積1,850平方公里，河畔城鎮有哈德任斯克。